# メアリー・モリシー
メアリー・モリシー（Mary Morrissey、1949年 - ）は、アメリカのニューソート作家であり、かつ国際的な非暴力のための活動家である。著書に『Building Your Field of Dreams』があり、彼女の苦悩と幼少期からの教訓をつづったものである。また、人間関係の癒しに関する本『No Less Than Greatness』の著者でもある。2002年『ニューソート』（実践的スピリチュアリティ）を執筆。アメリカの作家ウエイン・ダイヤーは、彼女を「現代で最も思慮深い教師の一人」と見なしている。  
1995年、グローバル・ニューソート協会を設立し、初代会長に就任。1997年には、マハトマ・ガンディーの孫であるアルン・ガンディーと手を組んで、国際的な「Season for Nonviolence」を設立。2019年1月現在、Season for Nonviolenceは、「コミュニティを一つにまとめ、非暴力の世界を思い描き、創造する手助けをする力を与える」機会として世界中で祝われている。

## 人道的な仕事と活動
モリシーは教師となり、1975年には聖職者となる。ニューソート、スピリチュアルな成長、非暴力の分野で講演を始めた。ウエイン・ダイヤーによれば、彼女が様々な文化圏の人々とコミュニケーションを取るのに役立ったのは、「個人的に触れる共通言語を見つける能力」だった。
1970年代のアメリカ第二波フェミニズムに積極的に参加した彼女は、バーバラ・マルクス・ハバード、ジーン・ヒューストンとともに「ユニバーサル・ヒューマンのための協会」を設立した。その後、ジャック・キャンフィールドが設立したトランスフォーメーショナル・リーダーシップ・カウンシルのメンバーとして招かれる。
ダライ・ラマと共に世界の非暴力運動に関する問題に取り組む。1995年にグローバル・ニューソート協会を共同設立し、初代会長となる。人道的活動の一環として、南アフリカでネルソン・マンデラに出会い、後に彼の非暴力抵抗の教えを自分の仕事に取り入れた。
国際的な非暴力の活動家として、マハトマ・ガンディーの孫のアルン・ガンディーと共に「非暴力の季節」を設立。「非暴力の季節」の活動の一環として、彼女は国連に招かれ、最初は暴力の抑制について、のちに国際的な非暴力アジェンダの必要性について演説した。設立から数十年の間に、「非暴力の季節」は世界的に教えられ賞賛されるまでに成長した。そのカリキュラムは学校や大学でも利用されていた。2019年1月現在、Season for Nonviolenceは、「コミュニティを一つにまとめ、非暴力の世界を思い描き、創造する手助けをする力を与える 」機会として世界中で祝われている。

## 書籍

### Building Your Field of Dreams (1996年)
『Building Your Field of Dreams』は、モリシーの10代の母親としての葛藤を描いており、自身の自己実現の過程を示している。Publishers Weekly誌はこの本を「誠実」と評した。この本は人気を博し、全米中の勉強会で読者に教え伝えられた。ペニンシュラ・デイリーニュース誌は、この本を「形而上学の古典」と呼んだ。デニス・メリット・ジョーンズ著の『The Art of Being』、テス・キーン著の『Alchemical Inheritance』でも言及されている。作家のセージ・ベネットは『ウィズダム・ウォーク』の中でニューソートについて知るための資料として、モリシーの『Building Your Field of Dreams』を挙げている。この本は、その分野において国際的な名声を獲得し、スペイン語版は出版から25年経った今もなお、スピリチュアリティの分野でトップクラスの本と見なされている。

### No Less Than Greatness (2001年)
男性らしさと女性らしさの間の緊張感というものに関して言うと、人間関係というのは時折モリシーの教えの中核となっていた。著書『No Less Than Greatness（完璧でない関係の中に完璧な愛を見いだすこと）』では、人間関係の構築に焦点をあてている。出版社のウィークリー誌はこの本のことを、たまに「うわべだけ」であると同時に彼女の語り口は「スピリチュアルな自己啓発系が好きな多くの愛好者たちは喜ぶだろう」と示した。この本は国際的に広まり、作家であるゲイリー・ズカヴ曰く「実用的で刺激を与える」とのことで、また作家のマリアンヌ・ウィリアムソンは、この本は「すべての恋人の手引書となるだろう」と記した。ロバート・ラクロスは著書『Learning From Divorce』で『No Less Than Greatness』を推奨書籍として挙げている。作家のデニス・ジョーンズは、2008年に出版の『The Art of Being』で『No Less Than Greatness』を推薦。ニール・ドナルド・ウォルシュは自身の著書『Tomorrow's God』で、この分野の重要な書籍の中で『No Less Than Greatness』の「一気読み」を一押ししている。

### 「New Thought」 A Practical Spirituality (2002年)
モリシーは聖書、A Course In Miracles、タルムード、Tao Te Ching、ソローなどからの情報源を自分の教えの中に取り込んだ。ニューソート運動をより一層まとまった形で紹介したいと考えた彼女は、『ニューソート（実践的なスピリチュアリティ）』を編集した。2002年にペンギン社から出版されたこの本は、40人以上の新思想派のリーダーたちによる簡潔なエッセイを収録している。この本は学術研究の供給源となり、『Alternative Psychotherapies』の中でジーン・マーサーが「精神的世界との関わり」を理解するための重要な情報源として紹介。ジョーンズ＆バートレット社の2009年の書籍『スピリチュアリティ、健康、癒し』の著者であるヤングとクープセンは、ニューソート運動をニューエイジと区別するための資料として、モリシーの『ニューソート』を引用し、「ニューソートはニューエイジではない」と断言し、彼女の著書を引用している。また、オックスフォード大学出版局の『Gurus of Modern Yoga』などの数多くの研究書籍が、ニューソート運動への理解を深めるための主要な情報源として『ニューソート』を紹介している。

### その他の著書
数十年にわたり、モリシーは新聞、雑誌、書籍に記事やコラムを書いた。その中には、サクセス・マガジンで定期的に特集を組まれたことも含まれていた。彼女の著書からの引用は、国際的な雑誌に掲載され、書籍にもなっている。彼女の教えは、自己啓発書、キリスト教の教え、エンパワーメント、天職探し、幸福についての本などに引用されている。サイモン＆シュスター社の「Chicken Soup for the Soul」シリーズは、しばしば彼女の教えが章の冒頭に出てくる。
ニューソート運動の権威であり、『コンシャス・ハート』『アート・オブ・ビーイング』『インスピレーション・ライフ』『小さな喜び』『奇跡の12条件』『うつ病からの回復』『ポジティブ・エネルギー』『地獄に堕ちても愛する人生への90秒』などの著書の執筆を促したとされる。モリッシーの多彩な著作は、アラン・コーエンの著書『Handle With Prayer』によれば、「ニューソート運動で最も尊敬される聖職者のひとり」となった。彼女の教えは世界中の書籍に掲載された。彼女はロシアで、また極東ではインドネシアと中国で教えを説き、特別に注目されるようになった。

## 映画やトークショーの司会
モリシーはラジオで「世界を変える」ために放送を利用することを目指した。モリッシーのラジオ番組は国際的に放送された。ボブ・プロクターとの共著『11の忘れられた法則』など、いくつかのオーディオプログラムを執筆している。  
テレビでは、2時間のテレビPBSスペシャル「Building Dreams」が、彼女の著書『Building Your Field of Dreams』から脚色された。彼女の様々な公共放送網での特別番組は、2000年代に入っても放送され続けていた。彼女のテレビ番組は、NBC系列のテレビ局を含む様々なチャンネルで放送され、インターネットの台頭によりストリーミングサービスのガイアでも放送されるようになる。
映画では、モリシーは早くからスピリチュアル映画の提唱者であり、長年にわたってこの分野のさまざまなドキュメンタリー映画に出演してきた。2005年彼女は『モーゼの暗号』に出演。2007年には、エックハルト・トールと共に『リビング・ルミナリーズ』に出演し、この映画は後に、製作された最も優れたスピリチュアル・ドキュメンタリーの一つと評価された。2009年、映画『ビヨンド・ザ・シークレット』にレス・ブラウンと出演。2010年には、ダライ・ラマと一緒に映画『Discover the Gift』に出演。同年、映画『The Inner Weigh』にも出演。2014年、『Sacred Journey of the Heart』に出演し環境・健康・文化国際映画祭2014で最優秀作品部門を受賞。
2016年のTEDxトーク「The Hidden Code For Transforming Dreams Into Reality」は、ユーチューブで100万回以上の再生回数を記録。

## 批評
ジョン・S・ハラーは、著書『シャドウ・メディスン（The Placebo in Conventional and Alternative Therapies）』の中で、メアリー・モリシーが提供するような代替医療への提案を、従来の医療に代わるものとして考えてはいけないと警告。

## 書籍
- 『Building Your Field of Dreams』メアリー・モリシー、ランダムハウス、1996年 ISBN 978-0-553-10214-7[5]
- 『No Less Than Greatness』 メアリー・モリシー、ランダムハウス、2001年 ISBN 978-0-553-10653-4[8]
- 『New Thought: A Practical Spirituality』 メアリー・モリシー (著)、ペンギン、2002年 ISBN 978-1-58542-142-8
- 『Guidance from the Darkness』 メアリー・マーレイ・シェルトン、メアリー・モリシー(序文)、パトナム/ペンギン、 2002年 ISBN 978-1-58542-003-2
- 『Discover the Gift』 シャジェン・ジョイ・アジズ、メアリー・モリシー（寄稿）、イブリー出版、2010年 ISBN 978-1-4464-8936-9
- 『Women of Spirit』 キャサリン・マーティン、メアリー・モリシー（寄稿）、ニューワールド図書館 2010年 ISBN 978-1-57731-823-1
- 『Tapping into God』デビー・ベルメッシェリ、メアリー・モリシー（序文）、ヘイハウス 2011年 ISBN 978-1-4525-3525-8
- 『Chocolate for a Woman's Soul』ケイ・アレンボー、メアリー・モリシー（寄稿者）、サイモン＆シュスター社 2012年 ISBN 978-1-4767-1452-3（スペイン語版もあり）
- 『Fearless Women: Visions of a New World』メアリー・アン・ハルピン、メアリー・モリシー（寄稿者）、グリーンリーフ・ブック・グループ 2012年 ISBN 978-0-9851143-0-5.
- 『In Her Power』ヘレネ・ラーナー、メアリー・モリシー（寄稿）、サイモン＆シュスター社 2012年 ISBN 978-1-58270-270-4
- 『You Were Born to Triumph』エヴリン・ロバーツ・ブルックス、メアリー・モリシー（序文）、ヘイハウス 2014年 ISBN 9781452586656
- 『Quantum Success』クリスティ・ウィットマン、メアリー・モリシー（寄稿）、サイモン＆シュスター社 2018年 (pp. 17-23). ISBN 978-1-5011-7902-0.